# Caja Rural-Seguros RGA/2014
Deze pagina geeft een overzicht van de Caja Rural-Seguros RGA wielerploeg in 2014. 

## Algemeen
Algemeen manager: Juan Manuel Hernandez
Ploegleiders: Eugenio Goikoetxea, José Miguel Fernandez, Jaime Gutierrez Garzon, Genaro Prego Dominguez
Fietsmerk: Vivelo
Kopman: Luis León Sánchez

## Renners
| Naam              | Geboortedatum | Nationaliteit | Ploeg 2013                |
| ----------------- | ------------- | ------------- | ------------------------- |
| Javier Aramendia  | 05-12-1986    | Spanje        |                           |
| David Arroyo      | 07-01-1980    | Spanje        |                           |
| Peio Bilbao       | 25-02-1990    | Spanje        | Euskaltel-Euskadi         |
| Karol Domagalski  | 09-08-1989    | Polen         |                           |
| Ramón Domene      | 02-01-1990    | Spanje        |                           |
| Rubén Fernández   | 01-03-1991    | Spanje        |                           |
| Fabricio Ferrari  | 03-06-1985    | Uruguay       |                           |
| Omar Fraile       | 17-07-1990    | Spanje        |                           |
| Marcos García     | 04-12-1986    | Spanje        |                           |
| Fernando Grijalba | 14-01-1991    | Spanje        | Neo                       |
| Francesco Lasca   | 29-03-1988    | Italië        |                           |
| Ángel Madrazo     | 30-07-1988    | Spanje        | Team Movistar             |
| Luis Mas Bonet    | 15-01-1989    | Spanje        | Burgos BH-Castilla y León |
| Antonio Molina    | 04-01-1991    | Spanje        | Neo                       |
| Heiner Parra      | 09-10-1991    | Colombia      | 4-72 Colombia             |
| Antonio Piedra    | 10-10-1985    | Spanje        |                           |
| Luis León Sánchez | 24-11-1983    | Spanje        | Belkin Pro Cycling        |
| Amets Txurruka    | 10-11-1982    | Spanje        |                           |
| Davide Viganò     | 12-06-1981    | Italië        | Lampre-Merida             |

## Overwinningen
La Tropicale Amissa Bongo
1e etappe: Luis León Sánchez
Ronde van het Baskenland
Sprintklassement: Omar Fraile
Ronde van Castilië en León
3e etappe Luis León Sánchez
Ploegenklassement
Tour des Fjords
Bergklassement: Amets Txurruka
2010 · 2011 · 2012 · 2013 · 2014 · 2015 · 2016· 2017· 2018· 2019 · 2020· 2021· 2022 · 2023 · 2024 · 2025